# Benzoesäureethylester
Benzoesäureethylester ist eine chemische Verbindung aus der Gruppe der Carbonsäureester.
Sie ist eine farblose, ölige Flüssigkeit mit charakteristisch fruchtigem Geruch, die als Ester aus der aromatischen Benzoesäure bei Reaktion mit Ethanol entsteht. Es handelt sich um einen Duft- und Aromastoff.

## Darstellung
Eine einfache und oft im Labor verwendete Möglichkeit zur Darstellung von Benzoesäureethylester 2 ist die säurekatalysierte  Veresterung von Benzoesäure 1 mit Ethanol:
Alternativ kann man Benzoylchlorid mit Ethanol und einer Base wie Pyridin oder Triethylamin umsetzen.

## Eigenschaften
Benzoesäureethylester bildet entzündliche Dampf-Luft-Gemische. Die Verbindung hat einen Flammpunkt bei 88 °C. Die untere Explosionsgrenze liegt bei 1 Vol.‑% (62 g·m−3). Die Zündtemperatur beträgt 490 °C. Der Stoff fällt somit in die Temperaturklasse T1.  Die elektrische Leitfähigkeit ist mit 4,9·10−7 S·m−1 eher gering.